# Polaganje v grob (Bouts)
Polaganje v grob je slika, ki jo pripisujejo staronizozemskemu slikarju  Dirku Boutsu. Prikazuje prizor iz Biblije, Kristusov pokop oziroma polaganje v grob in je bila verjetno končana med letoma 1440 in 1455 kot krilna tabla za velik oltarni poliptih. Zdaj izgubljen oltarni nastavek naj bi vseboval osrednji prizor Križanja, obdan s štirimi krili, polovico višine – po dve na vsaki strani -, ki so prikazovali prizore iz Kristusovega življenja. Manjše table bi bile v obliki, podobni Boutsovi oltarni sliki Svetega zakramenta 1464–1468. Večje delo je bilo verjetno naročeno za izvoz v Italijo, verjetno beneškemu pokrovitelju, katerega identiteta je izgubljena. Polaganje v grob je bilo prvič zabeleženo v milanskem inventarju sredi 19. stoletja in je bilo v Narodni galeriji v Londonu, odkar ga je leta 1861 v imenu galerije kupil Charles Lock Eastlake.
Slika je stroga, vendar vpliva na upodobitev žalosti in bridkosti. Prikazuje štiri ženske in tri moške žalujoče nad Kristusovim telesom. To so od leve proti desni Nikodem, Marija Saloma, Marije Klopájeva, Marija, Jezusova mati, Janez Evangelist, Marija Magdalena in Jožef iz Arimateje.
To je ena redkih ohranjenih slik iz 15. stoletja, ustvarjena v slikarski tehniki, pri kateri so bili pigmenti vezani v lepilo in pobarvani na krpo (običajno platno), obdelano z lepilom, izjemno krhkim medijem, ki nima trajnosti. Je v razmeroma slabem stanju v primerjavi s tablami podobne starosti. Njene barve so zdaj precej bolj dolgočasne kot takrat, ko je bila naslikana; vendar bi se vedno zdele manj intenzivne in briljantne kot pri primerljivih oljnih ali tempera slikah na tabli. Slika je prekrita z nakopičenimi plastmi sive umazanije in je ni mogoče očistiti, ne da bi poškodovali površino in odstranili velike količine pigmenta, saj je njen medij topen v vodi. Trak na vrhu je bil manj prizadet kot ostali, ker je bil zaščiten z okvirjem.

## Opis
Polaganje v grob prikazuje Kristusovo telo, zavito v bel platnen prt in še vedno s trnovo krono, spuščajoče v globok kamnit grob. Udeleži se ga sedem žalujočih, oblečenih v sodobna oblačila. Med skupino žalujočih, ki stoji ob Kristusovi strani, so prikazane tri ženske figure s povešenimi očmi, medtem ko moška gledata neposredno v Kristusa; ti pogledi se obrnejo, ko mu par kleči pred nogami. Ozadje vsebuje široko pokrajino z vijugasto potjo in široko reko pred bolj oddaljenim razgledom na drevesa in hribe. Bouts velja za inovativnega slikarja pokrajin, tudi v svojem portretnem delu, kjer so vključeni kot oddaljeni pogledi skozi odprta okna. Pogled v Polaganju v grob velja za enega njegovih najlepših in je sestavljen iz oddaljenih rjavih in zelenih gričev ob modrem nebu.
Farizej Nikodem podpira Kristusa, ko ga spuščajo in ga lahko prepoznamo po njegovi podobnosti s farizejem Simonom na drugem platnu, ki je pripisano Boutsu, Kristus v Simonovi hiši. Devica nosi belo pokrivalo in temno modro obleko z rumenkastim plaščem in drži Kristusovo roko tik nad zapestjem, kot da se boji spustiti mrtvega sina. Podpira jo Janez Evangelist, ki nosi rdečo haljo. Marija Salome, oblečena v zeleno haljo, stoji na levi strani Device in z gubico belega pokrivala briše solze z obraza. Za njimi je Marija Klopajeva, ki ima na ustih rdečo krpo, Magdalena pa je v ospredju pred Kristusovimi nogami, oblečena v močno zavihan plašč. Človek v rjavo-zelenem jopiču pri Kristusovih nogah je verjetno Jožef iz Arimateje, ki je po evangeliju Kristusovo telo na Golgoto pripeljal od Poncija Pilata.
Slika je naslikana na laneno platno, ki je tesno tkan z 20 do 22 navpičnimi in med 19 in 22 vodoravnimi nitmi na centimeter. Nosilec blaga je nenavadno podložen s podobnim, a bolj fino tkanim platnom, nameščenim na lesenih nosilih. Pred nanosom barve je bilo platno najprej nameščeno na začasna nosila in orisano z rjavo obrobo - zdaj vidno na spodnji meji -, ki je bila uporabljena kot vodilo za rezanje slike pred uokvirjanjem. Pigmenti so bili naneseni na laneno platno obdelano z lepilom, nato pa ga je lepilo pritrdilo na okvir. Barva je krpo nasičila, pogosto je pustila podobo na hrbtni strani, ki je bila podložena z dodatnim platnom.
Pigmenti, vezani na lepilo, so imeli optično kakovost, zaradi katere so bili na videz neprozorni in nenavadno živi. Za razliko od olja, zaradi katerega je kreda videti prosojna, je v kremi, pomešana z lepilom, upodobljena kot čisto bela. Podobno dražji pigmenti prevzamejo briljantno motnost v mediju lepila. Umetnik je uporabil štiri modre pigmente, nenavadno število za slike tega obdobja, med katerimi je prevladoval indigo. Kot rastlinski pigment indigo sčasoma ponavadi bledi. Azurit in svinčeno bela barva obarvata podbarvo, pokrajina pa vsebuje indigo, pomešan s svinčeno-kositrno rumeno. Nebo in Nikodemov ovratnik sta pobarvana z lažjim in manj intenzivnim azuritom, medtem ko je deviška obleka azurit, pomešan z ultramarinom in smalto, modrim brušenim steklenim pigmentom. Polaganje v grob’ je eno najzgodnejših zahodnih slikovnih umetniških del, v katerem je bilo mogoče ugotoviti uporabo smalta in njegova prisotnost dokazuje, da pigment ni bil izumljen v 16. stoletju, kot so prej verjeli.
Zelene so večinoma verdigris, čeprav prevladujejo v pokrajini večinoma mešanice modrih in rumenih pigmentov, zelena blaga, ki ga nosi Marija Salome, pa je malahit, pomešan z rumenim jezerom. Rjavi so mešanice rdečih in črnih. Janezova rdeča halja je sestavljena iz cinabarita in vermiliona iz brošča in barvil žuželk. Nekateri rdeči so pomešani z zemeljskimi barvami, ki niso občutljive na svetlobne učinke in so tako preživeli skoraj svoj prvotni videz. Črni pigmenti so praviloma živalsko oglje. Črni so na območjih pomešani s kredo, kar daje rdeč do rjavkast 'zemeljski' videz.
Nosilec blaga je viden na mestih, kjer je bila barva nanesena tanko. Zarjavele luknje za žeblje lahko vidimo na spodnjem robu in na vrhu slike na območju neba, ki je bilo sprva pokrito z okvirjem. Označujejo, da je bila obdelava lesa postavljena precej nižje, kot je Bouts predvideval; na splošno so dela, napisana po naročilu, postavljali poklicni mizarji, ki so delali neodvisno od slikarja. Nizka postavitev okvirja pa je skozi stoletja zaščitila osnovne barve pred svetlobo; ohranjene so, kot je bilo prvotno določeno. Tabla je bila prvotno pritrjena na okvir s kljukicami in žeblji.

## Stanje
Slikanje na laneno krpo z uporabo lepila kot veziva je bilo takrat razmeroma poceni alternativa olju, v 15. stoletju pa je nastalo veliko del. Tkanina je krhka in zlahka propade, to delo pa je eno najbolje ohranjenih med redkimi ohranjenimi primeri tehnike iz tega obdobja; večina obstoječih danes je bila narejena na lesu z uporabo olja ali jajčne tempere. Zavese ali steklo so pogosto uporabljali za zaščito del narejenih z lepilom.
Barve bi se najprej pojavile svetle in jasne, toda v petih stoletjih in pol je slika dobila sloje sive umazanije, ki je zatemnila ton in barve so postale rahle in blede. Običajno bi te plasti umazanije odstranili restavratorji, vendar je zaradi občutljive in krhke narave dela, naslikanega v vodotopnem mediju, to nemogoče storiti brez odstranjevanja velikih količin pigmenta. Barve, kakršne so danes, so izgubile prvotne odtenke. Devičin plašč je zdaj rjave barve, vendar je bil pobarvan modro. Jožefov jopič, nekoč moder, je zdaj videti zelen. Prvotni indigo pokrajine je izgubljen, medtem ko je azurit v Nikodemovem ovratniku potemnel. 
Možno je videti, v kolikšni meri je tehnika Boutsu po besedah umetnostne zgodovinarke Susan Jones »[dosegla takšno] prefinjenost ... ustvarila tako fine linearne podrobnosti kot subtilne tonske prehode«. Jonesova ugotavlja. da bi se nebo prikazalo z enako jasno in bledo modro, ki je še vedno nedotaknjeno v ozkem pasu ob vrhu dela, ki ga je pred svetlobo in umazanijo zaščitil okvir. Zdi se, da utišana pokrajina v svojem trenutnem stanju odmeva žalost žalujočih figur.
Rentgenska analiza kaže, da je bilo pred nanosom barve narejenih nekaj pripravljalnih risb s kredo. [20] Ta je na nekaterih področjih izpostavljena, najbolj opazno v Devičini tančici in plašču ter na Kristusovem pokrovu. Infrardeča fotografija razkriva malo podrisa, vendar kaže, da je bilo platno pred zaključkom večkrat spremenjeno; Marija Saloma je bila postavljena nekoliko levo, zmanjšale so se velikosti Nikodemove roke in rame, Magdalenin obraz pa je bil naslikan nad Devičinim plaščem.
Tkanina, na kateri je bilo delo naslikano, je bila podložena z bolj fino tkanim kosom platna in preoblečena. Postavljena je bila pod steklo, verjetno v začetku 19. stoletja in zagotovo pred nakupom Narodne galerije (Eastlake je ugotovil, da je bila pod steklom leta 1858). Del je bil očitno poslan kot zavitek in brez okvirja svojemu pokrovitelju. Rjava obroba, pobarvana vzdolž štirih strani, kaže, kje naj bi bil postavljen okvir. [24] Vrstica z rjo obarvanih lukenj za žeblje vzdolž vrha tkanine je dokaz, da je bil okvir sčasoma postavljen znotraj slikovnega polja, na točki daleč nižje, kot je Bouts predvideval. To nizko kadriranje je zaščitilo del platna pred propadanjem in nam omogoča, da vidimo nekatere barve, kakršne bi bile prvotno.

## Poliptih
Charles Eastlake si je delo ogledal leta 1858 in spet leta 1860 med obiskom Milana, da bi v imenu Narodne galerije kupil umetnost severne renesanse. Ogledal si je tudi tri spremljevalne kose, vendar so mu rekli, da niso naprodaj. V njegovih zapiskih je bilo opisano vsako od teh drugih del, ki jih je naslovil: Oznanjenje (zdaj v muzeju J. Paul Getty), Poklon Treh kraljev (zdaj v zasebni zbirki v Nemčiji) in Predstavitev (ali Vnebovzetje; zdaj v muzeju Norton Simon) , Pasadena, Kalifornija). Ta dela so enake velikosti kot Polaganje v grob, imajo podobno barvo in pigmentacijo ter so pobarvana z enako tehniko, vendar niso tako dobro ohranjena.
Umetnostni zgodovinar Robert Koch je leta 1988 pripomnil na podobnost porekla, materiala, tehnike, tona in barve štirih del, ki jih je opisal Eastlake. Predlagal je, da so mišljena kot krila petdelne oltarne slike. Glede na format Boutsove oltarne slike Svetega zakramenta iz leta 1464–1468, katere štiri krila so enake dolžine kot Polaganje v grob, verjame, da bi oltarna slika obsegala veliko osrednjo tablo s štirimi deli, polovico dolžine in širine, nameščena na obeh straneh strani. Njegova špekulativna rekonstrukcija postavlja Polaganje v grob v zgornjem desnem krilu nad Poklonom.
Veliko osrednje platno ni bilo pozitivno identificirano. Vendar tako Koch kot Campbell verjameta, da je bil verjetno osrednji del poškodovanega Križanja, ki je zdaj v Kraljevih muzejih lepih umetnosti Belgije v Bruslju. Njegova velikost (181 × 153,5 cm) je natančno dvakrat večja od štirih krilnih tabel. Campbell meni, da je bila oltarna slika poslikana po naročilu za izvoz, najverjetneje v Benetke. Oltarna slika je bila verjetno razdeljena, saj so velika verska dela v 17. stoletju izginila iz mode in bi imela večjo vrednost kot posamezne table.

## Poreklo in pripis
Bouts ni podpisal nobene svoje slike, kar otežuje pripis in datacijo. Njegovo razvijajočo se spretnost perspektive in enotnih izginjajočih točk umetnostni zgodovinarji uporabljajo za datiranje njegovih del iz tega obdobja. Čeprav je obarvanost ena najboljših, je perspektiva na nekaterih področjih okorna, zato lahko domnevamo, da je slika najkasneje iz okoli leta 1460. Bouts je pogosto citiral vizualne odlomke umetnikov in slik, ki so vplivali na njegovo delo, zato so vplivi dobro uveljavljeni in podatkovni. Skupaj s spremljevalcem Vnebovzetjem britanski umetnostni zgodovinar Martin Davies verjame, da delo kaže vplive Snemanja s križa Rogierja van der Weydena (ok. 1435) in Oltar Miraflores (1440-ih), ki ga uvršča po letu 1440. Robert Koch jo datira med 1450 in 1455. 
V obdobju agresivnega pridobivanja, katerega namen je bil vzpostaviti mednarodni prestiž britanske zbirke, jo je leta 1860 v Milanu od družine Guicciardi za nacionalno galerijo pridobil Charles Lock Eastlake za nekaj več kot 120 funtov skupaj s številnimi drugimi nizozemskimi deli. Eastlakove opombe omenjajo, da so bila dela »prvotno v lasti družine Foscari«. Foscari so bili bogata beneška družina, med katero je bil tudi Francesco Foscari, beneški dož, ko je bilo delo naslikano; dramatična zgodba o njem in njegovem sinu je predstavljena v drami lorda Byrona Dva foscarja in Verdijevi operi I due Foscari. Ni dokumentarnih dokazov, ki bi utemeljevali trditev, da je slika prišla iz zbirke Foscarijev, nekateri umetnostni zgodovinarji pa verjamejo, da so predstavniki Guicciardis izumili ta izvor, da bi navdušili Eastlaka. Lorne Campbell meni, da je poreklo 'verjetno', pri čemer ugotavlja, da je potomec, Ferigo Foscari (1732–1811), veleposlanik v Sankt Peterburgu, zapravil svoje bogastvo in bil morda prisiljen prodati družinske slike.
Spremljevalni deli v zbirki Guicciardi (Oznanjenje, Poklon kraljev in Vnebohod) so bili podobna dela v tehniki, čeprav manj kakovostna; Eastlake je omenjal, da »niso bili tako dobra (niso bili tako dobro ohranjena)«. Slog in velikost sta podobna Polaganju v grob, kar kaže na to, da gre verjetno za kose, ki bi bili del večjega poliptiha. Polaganje v grob je bilo takrat pripisano Lucasu van Leydnu, čeprav je Eastlake mislil, da bi lahko bilo glede na njegovo čustveno moč van der Weydnovo.  Bouts je študiral pri van der Weydnu in je nanj močno vplivalo njegovo delo. Davies je leta 1953 predlagal, da je o figuraciji in pozi v Polaganju morda poročal majhen relief v grizaju v oboku osrednje table Van der Weydnovega oltarja Miraflores.
Slika je v London prispela iz Milana leta 1861, vendar je bila Boutsu pripisana šele leta 1911. Obstajata dve znani kopiji: nezahtevna tabla, prodana v Münchnu zasebnemu zbiratelju leta 1934 in hrastova tabla, ki je bila pripisana sledilcu v Kreuzlingenu, Švica.
Vpliv nizozemskega slikarstva se je v poznem 15. stoletju razširil v srednjo Evropo in nastalo je veliko kopij ali modelov, ki temeljijo na delu nizozemskih mojstrov. Vpliv Boutsovega Polaganja v grob je razvidno pri nemškega umetnika Martina Schongauerja gravuri z istim naslovom iz okoli leta 1480; nima le kompozicijske podobnosti, ampak odmeva Boutsovo uporabo čustvene geste, drže in izražanja.